# 中島郡 (岐阜県)
- 令制国一覧 > 東山道 > 美濃国 > 中島郡
- 日本 > 中部地方 > 岐阜県 > 中島郡

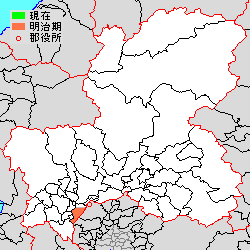
岐阜県中島郡の位置

中島郡（なかしまぐん）は、岐阜県（美濃国）にあった郡。

## 郡域
1879年（明治12年）に行政区画として発足した当時の郡域は、以下の区域にあたる。
- 羽島市の一部（江吉良町・舟橋町・堀津町・上中町各町・下中島各町・桑原町各町・竹鼻町駒塚・竹鼻町狐穴・竹鼻町飯柄・竹鼻町蜂尻・正木町大浦・正木町大浦新田・正木町上大浦・正木町曲利・正木町新井・正木町須賀・正木町須賀池端・正木町須賀赤松・正木町須賀小松・正木町三ツ柳）
- 愛知県一宮市の一部（東加賀野井）
- 愛知県稲沢市の一部（祖父江町馬飼・祖父江町拾町野および祖父江町祖父江の一部）

## 歴史
中島郡は中世までは尾張国の郡であった。
1586年（天正14年）の木曽川の大洪水により、尾張国・美濃国の境に流れていた木曽川の流路が東に移動した。このため、豊臣秀吉の命により、1589年（天正17年）に新しい木曽川を尾張国と美濃国の境とし、中島郡は2国にまたがる郡となった。

### 近世以降の沿革
- 「旧高旧領取調帳」に記載されている明治初年時点での支配は以下の通り。（32村）

| 知行          | 知行                               | 村数 | 村名 |
| ------------- | ---------------------------------- | ---- | --- |
| 藩領          | 尾張藩                             | 13村 | 東加賀野井村、飯柄村、舟橋村、狐穴村、駒塚村、石田村、大須村、八神村、拾町野村、三拾町村、馬飼村、川東村、城屋敷村 |
| 藩領          | 尾張犬山藩                         | 3村  | 市之枝村、東方村、西加賀野井村                                                                                     |
| 幕府領        | 美濃郡代                           | 8村  | 小薮村、一色村、三ツ柳村、曲利村、中村、蜂尻村、須賀村、千束新田                                                   |
| 幕府領 藩領   | 美濃郡代 尾張藩                    | 2村  | 長間村、大浦村 |
| 幕府領 藩領   | 美濃郡代 尾張藩(給人毛利源内預地） | 2村  | 午北新田、午南新田                                                                                                 |
| 幕府領 旗本領 | 美濃郡代 土岐鎗吉 林庫之丞         | 1村  | 江吉良村 |
| 幕府領 旗本領 | 美濃郡代 別所孫四郎                | 1村  | 新井村 |
| 幕府領 旗本領 | 美濃郡代 土岐左京太夫 名取桃五郎   | 1村  | 沖村 |
| 旗本領        | 平岡隼人                           | 1村  | 堀津村 |

- 慶応4年
  - 4月15日（1868年5月7日） - 幕府領・旗本領が笠松裁判所の管轄となる。
  - 閏4月25日（1868年6月15日） - 笠松裁判所の管轄地域が笠松県の管轄となる。
- 明治初年
  - 毛利源内預地が名古屋藩の管轄となる。
  - 領地替えにより名古屋藩領の一部（駒塚村・石田村・大須村・八神村・城屋敷村・大浦村）が笠松県の管轄となる。
- 明治4年
  - 7月14日（1871年8月29日） - 廃藩置県により、藩領が名古屋県となる。
  - 11月22日（1872年1月2日） - 第1次府県統合により、全域が岐阜県の管轄となる。
- 明治7年（1874年）9月[3]（32村）
  - 馬飼村が分割して羽栗郡島村・南之川村にそれぞれ合併。
  - 川東村が石津郡馬飼村と合併して中島郡馬飼村となる。
- 明治12年（1879年）2月18日 - 郡区町村編制法の岐阜県での施行により、行政区画としての中島郡が発足。「羽栗中島郡役所」が羽栗郡笠松村に設置され、同郡とともに管轄。
- 明治20年（1887年） - 三拾町村・馬飼村・拾町野村・東加賀野井村の所属郡が愛知県中島郡に変更。（28村）
- 明治22年（1889年）7月1日 - 町村制の施行により、大浦村、曲利村、新井村、須賀村、三ツ柳村、駒塚村、狐穴村、飯柄村、蜂尻村、舟橋村、江吉良村、堀津村、沖村、中村、一色村、長間村、午北新田、市之枝村、石田村、城屋敷村、西加賀野井村、八神村、小薮村、大須村、午南新田が発足。それにともない以下の変更が行われる。（25村）
  - 千束新田が長間村に、東方村が八神村にそれぞれ合併。
  - 大須村の一部（字寺島[4]）が海西郡幡長村の一部となる。
- 明治30年（1897年）4月1日 - 郡制の施行のため、「羽栗中島郡役所」の管轄区域をもって羽島郡が発足。同日中島郡廃止。

## 行政
羽栗・中島郡長
| 代 | 氏名 | 就任年月日                | 退任年月日                | 備考                           |
| -- | ---- | ------------------------- | ------------------------- | ------------------------------ |
| 1  |      | 明治12年（1879年）2月18日 |                           |                                |
|    |      |                           | 明治30年（1897年）3月31日 | 羽栗郡との合併により中島郡廃止 |